# Meißener Gemeinsame Feststellung
Die Meissener Gemeinsame Feststellung ist ein Dokument, das 1988 vom Bund der Evangelischen Kirchen in der DDR (BEK), von der Evangelischen Kirche in Deutschland (EKD) und der Kirche von England unterzeichnet wurde. Als Kernstück enthält es die Meissener Erklärung. Darin kommen die unterzeichnenden Kirchen überein, sich gegenseitig als Kirchen sowie die ordinierten Ämter und die Sakramente anzuerkennen. Als Folge daraus besteht eine formale gegenseitige Einladung zum Abendmahl durch die Gliedkirchen der EKD und der anglikanischen Kirche. Darüber hinaus ist die gemeinsame Feststellung mit der Verpflichtung verbunden, auf eine Vertiefung der Gemeinsamkeiten hinzuarbeiten:
„Wir werden alle möglichen Schritte zu engerer Gemeinschaft auf so vielen Gebieten christlichen Lebens und Zeugnisses wie möglich unternehmen, so daß alle unsere Mitglieder gemeinsam auf dem Weg zu voller, sichtbarer Einheit voranschreiten mögen.“
Zur Ausgestaltung der Zusammenarbeit wurde 1991 eine gemeinsame Kommission gegründet, die Meissen-Kommission, in der je ein Bischof der beteiligten Partner den gemeinsamen Vorsitz führen. Co-Vorsitzender auf evangelischer Seite ist Landesbischof Ralf Meister, auf anglikanischer Seite Bischof Jonathan Gibbs (Stand 2021). Die Kommission hält jährliche Tagungen ab; in größeren Abständen werden auch theologische Konferenzen veranstaltet.